# Rønshoved Højskole
 (novembre 2022).
Si vous disposez d'ouvrages ou d'articles de référence ou si vous connaissez des sites web de qualité traitant du thème abordé ici, merci de compléter l'article en donnant les références utiles à sa vérifiabilité et en les liant à la section « Notes et références ».

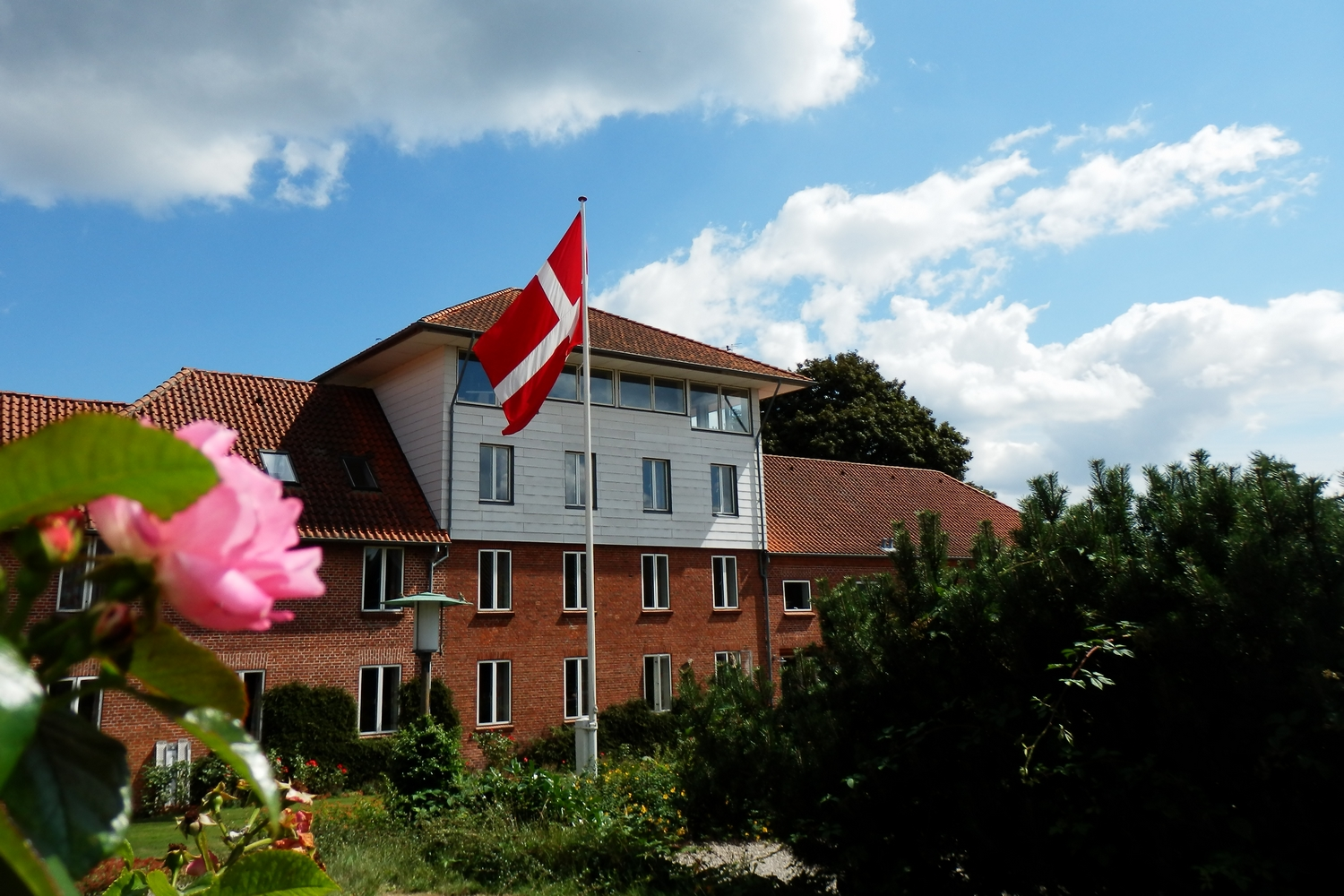
Rønshoved Højskole

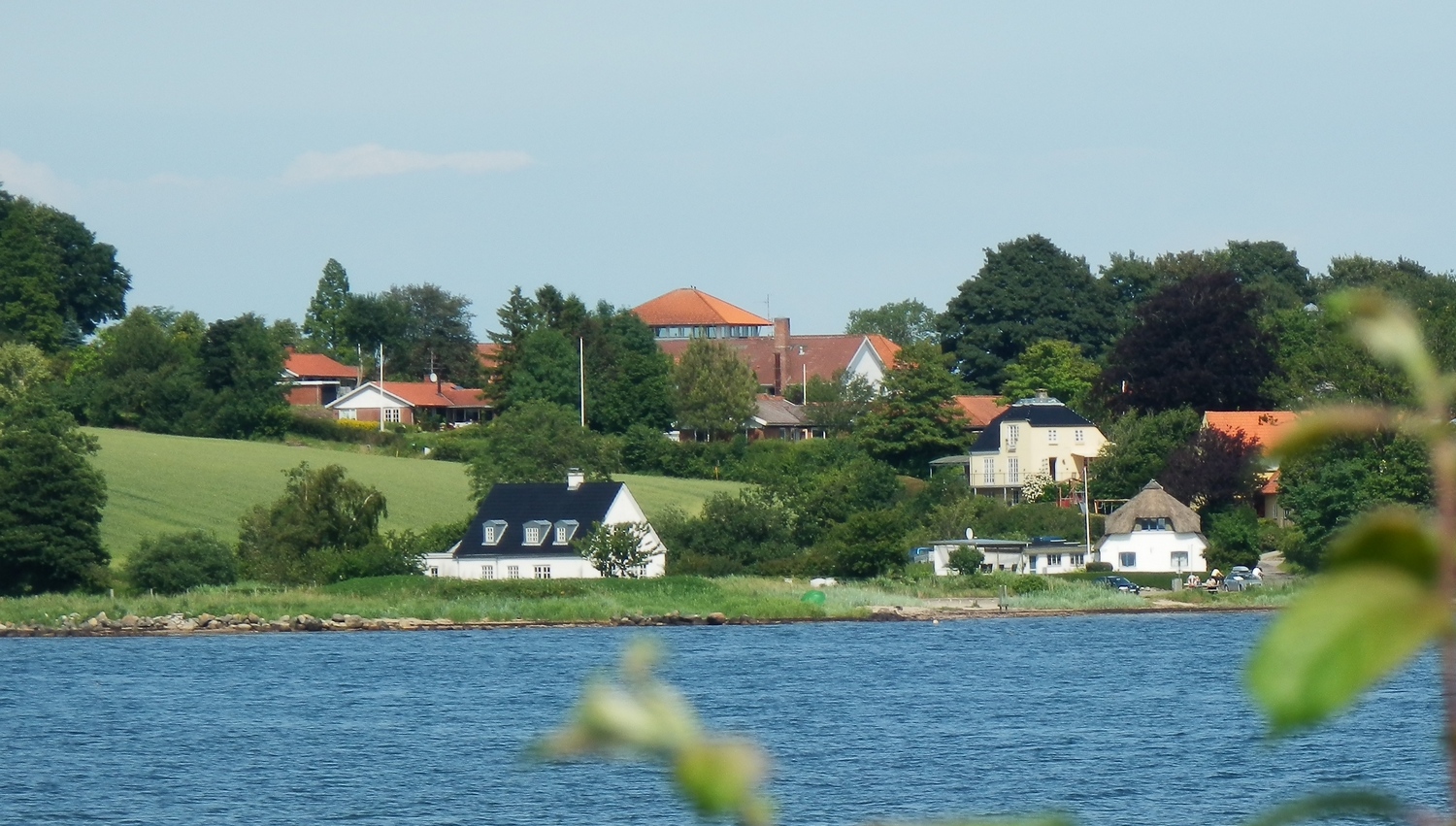
Rønshoved Højskole

Ronshoved hojskole (en danois: Rønshoved Højskole) est une université populaire ou haute école populaire (en danois : højskole) située au sud du Danemark près de la frontière avec l’Allemagne. Elle a été fondée en 1921 par son premier directeur Aage Moeller et inspirée par le théoricien de l'éducation Nikolai Frederik Severin Grundtvig. Rønshoved Højskole est universelle, c’est-à-dire qu’elle n’est pas spécialisée mais elle offre un large choix des matières créatives (la musique, les arts, l'écriture, etc.), intellectuelles (religion, philosophie, littérature, histoire, théologie, psychologie etc.), linguistiques (danois, anglais, allemand, français, latin et hebreu) et sportives (le volley-ball, le badminton, le kayak, le V.T.T. etc.). Les cours sont ouverts aux étrangers ainsi qu'aux danois, et les cours prévoient dans leurs programmes des voyages en Europe. Les cours courts (1-2 semaines) sont dispensés en danois ; les cours longs (12-41 semaines) sont dispensés en danois et parfois en anglais.
Le ministre danois de la Culture et ministre des Affaires ecclésiastiques depuis 2015, Bertel Geismar Haarder, est né à Rønshoved Højskole.

## Directeurs depuis 1921
- 1921 - 41 Aage Møller (1885-1978)
- 1941 - 67 Hans Haarder (1905-1990)
- 1967 - 79 Hans et Oscar Haarder
- 1979 - 87 Oscar Haarder (1932-2011)
- 1987 - 96 Laurits Kjær-Nielsen (1936-2009)
- 1996 - 2001 Erik Lindsø (né 1954)
- 2001 - présent Nina (née 1962) et Thue Kjærhus (né 1954)

## Sources
- Rønshoved Højskoles årsskrifter
- Fædre og arv, Et tilbageblik med bidrag til den nødvendige samtale om højskolens nutid og fremtid – Rønshoved Højskole 1921-1996, Rønshoved Højskole, 1996.
- Poul Engberg, Nordens højskoler – perspektiver og aktualiteter, Kirkeligt Samfunds forlag, 1948
- Erica Simon, Réveil national et culture populaire en Scandinavie, 1960